# Krasimir Anev
Krasimir Anev (in bulgaro Красимир Анев?; Samokov, 16 giugno 1987) è un ex biatleta bulgaro.

## Biografia
Ha rappresentato la Bulgaria a tre edizioni consecutive dei Giochi olimpici invernali: Vancouver 2010, Soči 2014 e Pyeongchang 2018.

## Palmarès
- Campionati europei

Ridnaun 2011: argento nell'inseguimento; bronzo nell'individuale;
Bansko 2013: bronzo nell'individuale;
Otepää 2015: argento nell'inseguimento;
Duszniki-Zdrój 2017: argento nell'individuale; bronzo nello sprint;
Ridnaun 2018: argento nell'inseguimento; bronzo nello sprint;
Minsk 2019: oro nell'individuale
- Universiade

Erzurum 2011: argento nella 20 km individuale; argento nella 5 km in linea; bronzo nella staffetta 2x6 + 2x7,5 km mista;